# Kodyma (stacja kolejowa)
Kodyma (ukr. Кодима) – stacja kolejowa w miejscowości Kodyma, w rejonie podolskim, w obwodzie odeskim, na Ukrainie. Położona jest na linii Żmerynka – Odessa.

## Historia
Stacja powstała w XIX w. na kolei odesko-kijowskiej, pomiędzy stacjami Abamielikowo i Popieluchy.